# Gratieux
Gratieux is een Frans historisch merk van motorfietsen.
De bedrijfsnaam was F. Gratieux, Billancourt, Seine.
Gratieux was een vliegtuigmotorenfabrikant, die na de Eerste Wereldoorlog het voorbeeld van veel andere voormalige vliegtuigmotorenbouwers volgde en motorfietsen ging produceren waarbij men zo mogelijk technieken uit de luchtvaart toepaste. Ze hadden tweetaktmotoren, maar de machines sloegen niet aan bij de klanten, niet in de laatste plaats omdat ze bijzonder lelijk waren. In 1921 eindigde de productie.